# تريومف ثندربيرد 900
تريومف ثندربيرد 900 (بالإنجليزية: Triumph Thunderbird 900)‏ هي دراجة نارية من تصنيع مصنع تريومف في هنكلي في إنجلترا وبدأ تصنيعها منذ عام 1993 وحتى بداية عام 2004.